# 瑞恩·科爾
瑞恩·科爾（英語：Ryan Corr，1989年1月15日—）是澳大利亞的一位演員。他出生在墨爾本，自13歲開始就已經出演電影和電視劇。他出演有眾多澳大利亞電視劇。

## 外部連結
- Official Silversun Site
- 瑞恩·科爾在互联网电影资料库（IMDb）上的資料（英文）
- 瑞恩·科爾的X（前Twitter）
- 瑞恩·科爾的Instagram帳戶